# Campionati mondiali di sollevamento pesi 2024 - 49 kg femminile
Le gare di sollevamento pesi della categoria fino a 49 kg femminile — pesi gallo — dei campionati mondiali del 2024 si sono svolte il 7 dicembre 2024 a Manama presso il Weightlifting Marquee Venue.

## Programma
L'orario indicato corrisponde a quello bahreinita (UTC+03:00)
| Data            | Orario | Evento   |
| --------------- | ------ | -------- |
| 7 dicembre 2024 | 17:30  | Gruppo A |

## Medagliate
Per ciascun esercizio, le prime tre classificate sono le seguenti:
| Esercizio | Oro            | Oro    | Argento        | Argento | Bronzo         | Bronzo |
| --------- | -------------- | ------ | -------------- | ------- | -------------- | ------ |
| Strappo   | Xiang Linxiang | 92 kg  | Ri Song-gum    | 91 kg   | Rosegie Ramos  | 88 kg  |
| Slancio   | Ri Song-gum    | 122 kg | Xiang Linxiang | 120 kg  | Lin Cheng-jing | 107 kg |
| Totale    | Ri Song-gum    | 213 kg | Xiang Linxiang | 212 kg  | Rosegie Ramos  | 193 kg |

## Record
Prima di questa competizione, i record mondiali esistenti erano i seguenti:
| Record mondiale | Strappo | Hou Zhihui  | 97 kg  | Phuket, Thailandia   | 1º aprile 2024  |
| Record mondiale | Slancio | Ri Song-gum | 125 kg | Tashkent, Uzbekistan | 4 febbraio 2024 |
| Record mondiale | Totale  | Ri Song-gum | 221 kg | Tashkent, Uzbekistan | 4 febbraio 2024 |

## Risultati
| Pos. | Atleta                    | Gr. | Peso atleta | Strappo (kg) | Strappo (kg) | Strappo (kg) | Strappo (kg) | Slancio (kg) | Slancio (kg) | Slancio (kg) | Slancio (kg) | Totale |
| Pos. | Atleta                    | Gr. | Peso atleta | 1            | 2            | 3            | Pos.         | 1            | 2            | 3            | Pos.         | Totale |
| ---- | ------------------------- | --- | ----------- | ------------ | ------------ | ------------ | ------------ | ------------ | ------------ | ------------ | ------------ | ------ |
|      | Ri Song-gum (PRK)         | A   | 49.00       | 91           | 95           | 98           |              | 119          | 122          | 126          |              | 213    |
|      | Xiang Linxiang (CHN)      | A   | 48.88       | 88           | 92           | 96           |              | 113          | 117          | 120          |              | 212    |
|      | Rosegie Ramos (PHI)       | A   | 48.84       | 83           | 86           | 88           |              | 100          | 105          | 108          | 4            | 193    |
| 4    | Lin Cheng-jing (TPE)      | A   | 49.00       | 83           | 83           | 86           | 4            | 105          | 107          | 111          |              | 190    |
| 5    | Gyaneshwari Yadav (IND)   | A   | 48.88       | 80           | 80           | 80           | 6            | 99           | 102          | 105          | 5            | 182    |
| 6    | Andrea de la Herrán (MEX) | A   | 49.00       | 75           | 80           | 85           | 5            | 90           | 93           | 101          | 8            | 173    |
| 7    | Sira Armengou (ESP)       | A   | 48.32       | 71           | 74           | 74           | 7            | 90           | 93           | 94           | 6            | 168    |
| 8    | Adriana Pană (ROU)        | A   | 48.70       | 70           | 73           | 76           | 8            | 90           | 93           | 96           | 7            | 166    |
| 9    | Mara Strzykala (LUX)      | A   | 48.98       | 66           | 69           | 72           | 9            | 86           | 88           | 92           | 9            | 157    |
| 10   | Nadežda Nguen (BUL)       | A   | 48.98       | 45           | 50           | 53           | 10           | 55           | 60           | 63           | 10           | 116    |